# Finastéride
Le finastéride, plus connu sous les appellations commerciales Propecia ou Proscar, est un médicament anti-androgène synthétique utilisé pour soigner l'hypertrophie bénigne de la prostate, l'hirsutisme et la calvitie.
C'est un inhibiteur de la 5-α-réductase de type 2 exprimée au niveau du tractus urogénital mâle.
Il inhibe donc sélectivement la transformation de la testostérone en dihydrotestostérone, la forme active ; il est sélectif et épargne le type 1 préservant donc l'effet de la testostérone sur la libido pour éviter la baisse de désir sexuel.
Il peut entrainer plusieurs effets secondaires handicapants, comme la survenue d'une dépression, d'idées suicidaires ou d'une impuissance sexuelle chez l'homme,.
Le finastéride est classé par la revue Prescrire dans sa liste de « médicaments autorisés plus dangereux qu'utiles ».

## Pharmacologie

### Pharmacocinétique
La biodisponibilité du finastéride par prise orale serait d'environ 65 %, et atteint un pic plasmatique en 1 à 2 heures. Après métabolisation hépatique par le cytochrome CYP3A4, il est excrété dans les selles et les urines, avec une demi-vie d'élimination de 5 à 6 heures chez le sujet jeune, et de 8 h chez les hommes de plus de 70 ans.

### Pharmacodynamie
Le finastéride est un inhibiteur de la 5-α-réductase de type 2 qui est exprimée au niveau du tractus urogénital mâle. Cette enzyme métabolise la testostérone en sa forme active, l'androstanolone.
Cette inhibition est théoriquement sélective et épargne le type 1 préservant donc l'effet de la testostérone sur la libido pour éviter la baisse de désir sexuel, ce qui est néanmoins relatif en pratique.

## Indications et contre-indications
Le finastéride est contre-indiqué pour les femmes. Certaines études indiquent que le médicament n'affecte pas la spermatogénèse. Cependant, certains rapports de patients indiquent qu'il est possible que le finastéride affecte la fécondité (influence sur la quantité, la mobilité et la normalité des spermatozoïdes),.

### Calvitie
Le finastéride est utilisé pour traiter la calvitie masculine (alopécie). Le traitement diminue la perte de cheveux après le traitement, malgré des effets secondaires parfois graves comme la perte de libido ou la dépression,, en regard d'une affection bénigne comme l'alopécie. La revue Prescrire alerte les soignants contre une balance bénéfice/risque défavorable,.

## Effets secondaires
Le finastéride peut avoir pour effets secondaires d'abord des troubles sexuels : troubles de l’érection et impuissance sexuelle (1,1 à 18,5 %), éjaculation anormale (7,2 %), diminution du volume de l'éjaculat (0,9 à 2,8 %), modification de la fonction sexuelle (2,5 %), gynécomastie — le développement excessif des glandes mammaires chez l'homme — (2,2 %), douleurs testiculaires, diminution de la libido, de même que des problèmes d’infertilité masculine. Il peut aussi avoir des effets secondaires psychiatriques : anxiété, dépression ou pensées suicidaires,. Enfin, il peut provoquer une atteinte hépatique (augmentation des enzymes hépatiques, essentiellement les Gamma-GT). D'après la notice de l'emballage, les effets secondaires ont cessé chez les hommes qui ont arrêté le traitement, ainsi que, dans la majorité des cas, chez ceux qui ont continué de prendre le médicament.
Aux États-Unis, en décembre 2010, Merck Sharp & Dohme (fabricant et détenteur du brevet pour le finastéride) a ajouté la dépression comme effet secondaire éventuel du médicament. Il est à noter que des crises de panique ou des pensées obsessionnelles peuvent survenir même à faible dose ou lors de prise unique du médicament[pas clair].[réf. nécessaire].

Le finastéride est considéré comme tératogène par le CNRS et l'ANSM. Il peut induire des malformations chez le fœtus mâle et il est d'ailleurs recommandé de reporter la conception au moins 3 mois après la fin de l’exposition paternelle. La tératogénicité du finastéride est connue et évoquée en particulier en France et aux États-Unis.

## Possibilité de permanence des effets secondaires sexuels
Certains hommes ont rapporté une baisse de la libido et une difficulté à obtenir une érection même après l'arrêt du traitement. En décembre 2008, l'Agence des produits médicaux de Suède, au terme d'une enquête de sécurité, a averti que l'utilisation du finastéride à 1 mg peut causer une dysfonction sexuelle irréversible. L'agence a forcé le fabricant à modifier, en Suède, la notice d'emballage en mentionnant la difficulté à obtenir une érection, qui persiste indéfiniment, comme un effet secondaire possible du médicament. L'organisme de réglementation de la médecine et de la santé de Grande-Bretagne (MHRA) a indiqué que la difficulté à obtenir une érection qui persiste après l'utilisation du finastéride a été signalée à l'agence par les patients et les médecins. En 2011, Merck, dans la notice d'emballage aux États-Unis, a signalé des cas de difficulté à obtenir une érection qui persiste après l'interruption du traitement. Il existe plusieurs sites web et blogs avec rapports de médecins et de patients qui ont remis en question l'innocuité du finastéride 1 mg,,. La persistance des effets secondaires d'ordre sexuel du finastéride est cependant très improbable selon la Société Française d'Endocrinologie.